# 阿部亮のNGO世界一周!
『阿部亮のNGO世界一周!』（あべ・りょうの エヌジーオーせかいいっしゅう）はニッポン放送で2010年10月より毎週月曜日21:30-21:50に放送されているトーク番組である（スペシャルウィーク週は特別編成のため休止）。
番組は、日本から世界各地で活躍する社会貢献活動に従事を行っている特定非政府組織（NGO）、特定非営利活動法人(NPO)、ワーカーズコープ（労働者協同組合）などを原則2週間1セットで取り上げ、その法人・団体の代表者らをスタジオに招き、その活動の様子や、代表者らがなぜこの試みに取り組もうとしたかなどを、司法書士・一般財団法人阿部亮財団代表の阿部亮がインタビューする。
定時枠での放送とは別に、年2回程度の特別番組を別枠で放送する日がある。